# Vatica affinis
Vatica affinis es una especie de planta fanerógama perteneciente a la familia  Dipterocarpaceae. Es endémica de Sri Lanka. 

## Descripción
Es un árbol que se reproduce bien en los bosques húmedos perennes de tierras bajas donde se encuentra en suelos bien drenados.

## Taxonomía
Vatica affinis fue descrita por George Henry Kendrick Thwaites y publicado en Enum. Pl. Zeyl. 404 1864.
Sinonimia>
- Isauxis roxburghiana Thwaites[3]